# Кубаляк
Кубаля́к (рос. Кубаляк, башк. Күбәләк) — присілок у складі Шаранського району Башкортостану, Росія. Входить до складу Мічурінської сільської ради.
Населення — 31 особа (2010; 14 у 2002).
Національний склад:
- марійці — 86 %